# Neomaenas thelxiope
Neomaenas thelxiope är en fjärilsart som beskrevs av Reed 1877. Neomaenas thelxiope ingår i släktet Neomaenas och familjen praktfjärilar. Inga underarter finns listade i Catalogue of Life.